# Spike Jonze
Adam Spiegel (Rockville, Maryland, 22 de octubre de 1969), conocido como Spike Jonze, es un productor, director de videos musicales y de cine, guionista y actor estadounidense.

## Biografía
El 26 de junio de 1999 se casó con Sofia Coppola. El 5 de diciembre de 2003, Coppola pidió el divorcio citando «diferencias irreconciliables». Coppola tiene un papel protagonista en el video musical que Spike dirigió para la canción «Elektrobank» de los Chemical Brothers.
Sus trabajos más importantes incluyen la comedia negra de 1999 Being John Malkovich, por la que fue nominado al Óscar al mejor director, y el filme de 2002 Adaptation, ambas escritas por Charlie Kaufman. En 2009 estrenó Donde viven los monstruos, una película basada en el libro infantil del mismo nombre creado por Maurice Sendak. Esta película presenta una mezcla curiosa de animación por computadora y muñecos reales como los que se utilizaban en películas como Cristal oscuro o Dentro del laberinto. El reparto lo conformaron actores como Forest Whitaker y James Gandolfini, prestando su voz a las criaturas fantásticas y teniendo por protagonista a Max Records. Cocreó y fue productor de la serie de televisión de MTV Jackass, y de Jackass: la película. Ha actuado en algunos videos y filmes y también escribe. Finalmente en 2014 obtuvo el Óscar al mejor guion original por la película Her.
Cofundó y fue editor de la revista Dirt y también fue un editor para la Grand Royal Magazine.

## Filmografía

### Director

#### Cine
| Año  | Título                    |
| ---- | ------------------------- |
| 1999 | Being John Malkovich      |
| 2002 | Adaptation                |
| 2009 | Where the Wild Things Are |
| 2013 | Her                       |

#### Cortometrajes
| Año  | Título                                                    | Papel                          | Notas                              |
| ---- | --------------------------------------------------------- | ------------------------------ | ---------------------------------- |
| 1997 | How They Get There                                        | Guionista y director           |                                    |
| 1998 | Armadillo by Morning                                      | Director                       |                                    |
| 1999 | Torrance Rises                                            | Codirector, coreógrafo y actor |                                    |
| 2009 | Tell Them Anything You Want: A Portrait of Maurice Sendak | Codirector                     |                                    |
| 2009 | We Were Once a Fairytale                                  | Guionista y director           |                                    |
| 2010 | I'm Here                                                  | Guionista y director           |                                    |
| 2011 | Scene from the Suburbs                                    | Coguionista y director         |                                    |
| 2011 | Mourir Auprès De Toi                                      | Coguionista y codirector       |                                    |
| 2016 | Kenzo World                                               | Guionista y director           | Anuncio televisivo para Sephora    |
| 2018 | Apple Homepod: Welcome Home                               | Guionista y director           | Anuncio televisivo para Apple Inc. |

#### Vídeos musicales
| Año  | Canción                                     | Artista               | Notas                                                         |
| ---- | ------------------------------------------- | --------------------- | ------------------------------------------------------------- |
| 1992 | «High in High School»                       | Chainsaw Kittens      |                                                               |
| 1992 | «100%»                                      | Sonic Youth           |                                                               |
| 1993 | «Cannonball»                                | The Breeders          | Codirigido por Kim Gordon Producido por Steve Reiss           |
| 1993 | «Country at War»                            | X                     |                                                               |
| 1993 | «Daughters of the Kaos»                     | Luscious Jackson      |                                                               |
| 1993 | «Hang On»                                   | Teenage Fanclub       |                                                               |
| 1993 | «Time for Livin'»                           | Beastie Boys          |                                                               |
| 1994 | «All About Eve»                             | Marxman               |                                                               |
| 1994 | «Buddy Holly»                               | Weezer                |                                                               |
| 1994 | «Ditch Digger»                              | Rocket from the Crypt |                                                               |
| 1994 | «Divine Hammer»                             | The Breeders          |                                                               |
| 1994 | «Feel the Pain»                             | Dinosaur Jr.          |                                                               |
| 1994 | «I Can't Stop Smiling»                      | Velocity Girl         |                                                               |
| 1994 | «If I Only Had a Brain»                     | MC 900 Ft. Jesus      |                                                               |
| 1994 | «Old Timer»                                 | that dog.             |                                                               |
| 1994 | «Ricky's Theme»                             | Beastie Boys          |                                                               |
| 1994 | «Sabotage»                                  | Beastie Boys          | También guionista                                             |
| 1994 | «Sure Shot»                                 | Beastie Boys          |                                                               |
| 1994 | «Undone - The Sweater Song»                 | Weezer                |                                                               |
| 1995 | «California»                                | Wax                   |                                                               |
| 1995 | «Car Song»                                  | Elastica              |                                                               |
| 1995 | «Crush with Eyeliner»                       | R.E.M.                |                                                               |
| 1995 | «Freedom of '76»                            | Ween                  |                                                               |
| 1995 | «It's Oh So Quiet»                          | Björk                 |                                                               |
| 1995 | «The Diamond Sea»                           | Sonic Youth           |                                                               |
| 1995 | "Who Is Next?"                              | Wax                   |                                                               |
| 1996 | «Drop»                                      | The Pharcyde          |                                                               |
| 1997 | «Da Funk»                                   | Daft Punk             |                                                               |
| 1997 | «Electrolite»                               | R.E.M.                |                                                               |
| 1997 | «Elektrobank»                               | The Chemical Brothers |                                                               |
| 1997 | «It's All About the Benjamins» (Rock Remix) | Puff Daddy            |                                                               |
| 1997 | «Liberty Calls»                             | Mike Watt             |                                                               |
| 1997 | «Shady Lane»                                | Pavement              |                                                               |
| 1997 | «Sky's the Limit»                           | The Notorious B.I.G.  |                                                               |
| 1998 | «Home»                                      | Sean Lennon           |                                                               |
| 1998 | «Praise You»                                | Fatboy Slim           | Una producción de Torrance Public Film                        |
| 1998 | «Root Down» (versión 2)                     | Beastie Boys          |                                                               |
| 2000 | «Weapon of Choice»                          | Fatboy Slim           |                                                               |
| 2000 | «What's Up, Fatlip?»                        | Fatlip                |                                                               |
| 2000 | «Wonderboy»                                 | Tenacious D           | Como Marcus Von Bueler                                        |
| 2002 | «Island in the Sun» (versión 2)             | Weezer                |                                                               |
| 2002 | «Guess I'm Doing Fine»                      | Beck                  |                                                               |
| 2002 | «It's in Our Hands»                         | Björk                 |                                                               |
| 2003 | «Big Brat»                                  | Phantom Planet        |                                                               |
| 2004 | «Get Back»                                  | Ludacris              |                                                               |
| 2004 | «Y Control»                                 | Yeah Yeah Yeahs       |                                                               |
| 2005 | «Triumph of a Heart»                        | Björk                 |                                                               |
| 2008 | "Flashing Lights"                           | Kanye West            | Codirigido con West                                           |
| 2009 | «Heaven»                                    | UNKLE                 | Codirigido con Ty Evans                                       |
| 2009 | «25»                                        | AsDSSka               | Codirigido con Crysal Moselle                                 |
| 2010 | «Drunk Girls»                               | LCD Soundsystem       | Codirigido con James Murphy                                   |
| 2010 | «The Suburbs»                               | Arcade Fire           |                                                               |
| 2011 | «Don't Play No Game That I Can't Win»       | Beastie Boys          |                                                               |
| 2011 | «Otis»                                      | Jay-Z & Kanye West    |                                                               |
| 2013 | «Afterlife»                                 | Arcade Fire           | Dirigido en vivo durante los YouTube Awards                   |
| 2018 | «I Love It»                                 | Kanye West & Lil Pump | Productor ejecutivo, dirigido por Kanye West y Amanda Adelson |

#### Vídeos
- Ciao L.A. (director) (1994)
- An Intimate Look Inside the Acting Process with Ice Cube (director) (1999)
- What's Up, Fatlip? (director) (2003)
- The Work of Director Spike Jonze (director) (2003)
- The Mystery of Dalarö (director) (2004)
- Corporate Ghost (actor y director) (2004)
- Tell Me What Rockers to Swallow (cinematógrafo) (2004)

### Otros
| Año  | Título                                               | Papel                                 |
| ---- | ---------------------------------------------------- | ------------------------------------- |
| 1993 | Mi Vida Loca                                         | Actor                                 |
| 1996 | Pig!                                                 | Actor                                 |
| 1997 | The Game                                             | Actor                                 |
| 1997 | Free Tibet                                           | Cinematógrafo                         |
| 1999 | Tres reyes                                           | Actor (Soldado de primera Conrad Vig) |
| 2001 | Human Nature                                         | Productor                             |
| 2001 | Keep Your Eyes Open                                  | Actor                                 |
| 2002 | Jackass: The Movie                                   | Productor y actor                     |
| 2006 | Jackass: Number Two                                  | Productor y actor                     |
| 2006 | The Fall                                             | Productor y actor                     |
| 2008 | Synecdoche, New York                                 | Productor                             |
| 2008 | Heavy Metal in Baghdad                               | Productor                             |
| 2009 | The 1 Second Film                                    | Productor y actor                     |
| 2010 | Jackass 3D                                           | Productor y actor                     |
| 2010 | Higglety Pigglety Pop! or There Must Be More to Life | Productor y actor                     |
| 2011 | Moneyball                                            | Actor (Alán) Sin acreditar            |
| 2013 | Jackass Presents: Bad Grandpa                        | Productor y guionista                 |
| 2013 | El lobo de Wall Street                               | Actor (Dwayne)                        |

### Televisión
| Año       | Título                                           | Rol                           |
| --------- | ------------------------------------------------ | ----------------------------- |
| 2000      | Jackass                                          | Creador y productor ejecutivo |
| 2004      | Sonic Youth Video Dose                           | Actor                         |
| 2010-2012 | The Increasingly Poor Decisions of Todd Margaret | Actor (Doug Whitney)          |

#### Documentales
- Beastie Boys Story (2020)

## Premios y nominaciones
Óscar
| Año  | Categoría                              | Película             | Resultado |
| ---- | -------------------------------------- | -------------------- | --------- |
| 2000 | Mejor director                         | Being John Malkovich | Nominado  |
| 2014 | Mejor película                         | Her                  | Nominado  |
| 2014 | Mejor guion original                   | Her                  | Ganador   |
| 2014 | Mejor canción original (The Moon Song) | Her                  | Nominado  |

Globos de Oro
| Año  | Categoría                                            | Película   | Resultado |
| ---- | ---------------------------------------------------- | ---------- | --------- |
| 2003 | Globo de Oro al mejor director                       | Adaptation | Nominado  |
| 2014 | Globo de Oro al mejor guion                          | Her        | Ganador   |
| 2014 | Globo de Oro a la mejor película - Comedia o musical | Her        | Nominado  |

Festival Internacional de Cine de Venecia
| Año  | Categoría                                            | Película                | Resultado |
| ---- | ---------------------------------------------------- | ----------------------- | --------- |
| 1999 | Premio FIPRESCI - Mejor película                     | Cómo ser John Malkovich | Ganador   |
| 1999 | Premio Future Film Festival Digital-Mención especial | Cómo ser John Malkovich | Ganador   |